# Vysočany, Znojmo
Vysočany là một làng thuộc huyện Znojmo, vùng Jihomoravský, Cộng hòa Séc.